# Troglohyphantes lessinensis
Troglohyphantes lessinensis este o specie de păianjeni din genul Troglohyphantes, familia Linyphiidae, descrisă de Caporiacco, 1936.
Este endemică în Italia. Conform Catalogue of Life specia Troglohyphantes lessinensis nu are subspecii cunoscute.